# 30 Days (The Saturdays)
30 Days è un singolo del gruppo musicale pop britannico The Saturdays, pubblicato l'11 maggio 2012 dall'etichetta discografica Polydor Records come singolo di lancio del quarto album in studio, Living for the Weekend.
Presenta al lato B il singolo Turn Myself In.
Il singolo, scritto da Steve Mac, anche produttore del brano, e Autumn Rowe, è stato presentato per la prima volta live ai microfoni di BBC Radio 1 nel programma di Chris Moyles il 30 marzo 2012.

## Video
Il video che accompagna l'uscita del singolo è stato pubblicato sul canale Vevo-YouTube della girlband il 5 aprile 2012. La clip si svolge all'interno di un bar in stile americano di Londra in cui le cantanti intraprendono differenti speed date.

## Tracce
CD singolo
1. 30 Days - 3:06
2. Turn Myself In - 3:35

## Classifiche
| Classifica (2011) | Posizione massima |
| ----------------- | ----------------- |
| Europa            | 17                |
| Irlanda           | 13                |
| Scozia            | 2                 |
| Regno Unito       | 7                 |